# Polygonatum macranthum
Polygonatum macranthum är en sparrisväxtart som först beskrevs av Carl Maximowicz, och fick sitt nu gällande namn av Gen-Iti Koidzumi. Polygonatum macranthum ingår i släktet ramsar, och familjen sparrisväxter. Inga underarter finns listade i Catalogue of Life.